# Montes Caraballo
La sierra de Caraballo, (también llamados montes Caraballo), constituyen una cadena montañosa en la parte central de Luzón, en el norte del país asiático de las Filipinas. Se encuentran ubicados entre la Cordillera Central y la cordillera de la Sierra Madre, a 16° 11′ 8″ N, 121° 8′ 39″ E.
En estas montañas de Caraballo se encuentran las cabeceras del río Cagayán.